# Šejk Aulijar
Šejk Aulijar'  (tatarsko Şəyexawliər soltan, Шәехаулияр солтан, شيخ اوليار‎, rusko Шейх-Аулияр, Šejk-Aulijar) je bil od leta 1512 do 1516 kan tatarskega Kasimskega kanata, * neznano, † 1516.
Bil je sin šejka Bahtijarja in vnuk Mahmuda Bin Kučuka, kana Velike horde, in ustanovitelj astrahanske dinastije v Kasimskem kanatu. Poročen je bil s hčerko nogajskega bega Izmaela.
Leta 1502 je krimski kan Mengli I. Geraj osvojil Saraj. Nekaj sinov in nečakov kana Ahmeda je zbežalo v Rusijo, med njimi tudi Šejk Aulijar.
Na začetku leta 1508 je imel v posesti Surožik in se udeležil ruskega pohoda na Veliko litovsko kneževino. 
Leta 1512 je po Džanajevi smrti nasledil prestol v Kasimovu.

## Vira
- Вельяминов-Зернов В.В. VI. Шейх-Аулияр. Исследование о касимовских царях и царевичах. 2-е изд. СПб.: В тип. Имп. Академии наук, 1863.  Т. I. (С четырьмя таблицами). str. 217-246. — XIII, 558 с.
- Howorth, Henry Hoyle. History of the Mongols, from the 9th to the 19th Century. Part II, division I. The so-called tartars of Russia and Central Asia. Londres: Longmans, Green and Co, 1880.

| Šejk Aulijar Rojen: neznano Umrl: 1516 |                                      |                    |
| Vladarski nazivi                       |                                      |                    |
| Predhodnik: Džanaj                     | Sultan Kasimskega kanata 1512 – 1516 | Naslednik: Šahgali |